# Бруклин 9-9 (сезон 8)
Премьера восьмого и финального сезона ситкома «Бруклин 9-9» состоялась 12 августа 2021 года на американском телеканале NBC; заключительная серия сезона вышла в эфир 16 сентября 2021 года. Восьмой сезон состоял из 10 эпизодов.

## Актеры и персонажи
| - Энди Сэмберг — Джейк Перальта - Стефани Беатрис — Роза Диас - Терри Крюс — Терри Джеффордс - Мелисса Фумеро — Эми Сантьяго - Джо Ло Трульо — Чарльз Бойл - Челси Перетти — Джина Линетти - Андре Брауэр — Рэймонд Холт - Дирк Блокер — Майкл Хичкок - Джоэл Маккиннон Миллер — Норман Скалли | - Джон К. Макгинли — Фрэнк О'Салливан - Марк Эван Джексон — Кевин Коснер |

### Приглашенные звезды
| - Крэйг Робинсон — Даг Джуди - Николь Байер — Труди Джуди |

## Эпизоды
| № общий | № в сезоне | Название                         | Режиссёр                   | Автор сценария                            | Дата премьеры    | Произв. код | Зрители в США (млн) |
| ------- | ---------- | -------------------------------- | -------------------------- | ----------------------------------------- | ---------------- | ----------- | ------------------- |
| 144     | 1          | «The Good Ones» «Хорошие ребята» | Кортни Каррильо            | Дэвид Филлипс и Деуэйн Перкинс            | 12 августа 2021  | 801         | 1,84                |
| 145     | 2          | «The Lake House» «Дом у озера»   | Кевин Брей                 | Нил Кэмпбелл и Марси Жарро                | 12 августа 2021  | 802         | 1,34                |
| 146     | 3          | «Blue Flu» «Голубой грипп»       | Клэр Скэнлон               | Кэрол Колб и Эйприл Квио                  | 19 августа 2021  | 803         | 2,01                |
| 147     | 4          | «Balancing» «Равновесие»         | Даниэлла Айсман            | Эван Сассер и Ван Робишо                  | 19 августа 2021  | 804         | 1,48                |
| 148     | 5          | «PB&J» «ПБ и Джей»               | Гейл Манкусо               | Джесс Двек и Ник Пердью                   | 26 августа 2021  | 805         | 1,90                |
| 149     | 6          | «The Set Up» «Подстава»          | Мэгги Кэри                 | Пол Уэлш и Мэдлин Уолтер                  | 26 августа 2021  | 806         | 1,45                |
| 150     | 7          | «Game of Boyles» «Игра Бойлов»   | Темби Бэнкс                | Стефани А. Риттер и Бо Роулинс            | 2 сентября 2021  | 807         | 1,84                |
| 151     | 8          | «Renewal» «Обновление»           | Бет Маккарти-Миллер        | Ламар Вудс и Джефф Топольски              | 2 сентября 2021  | 808         | 1,31                |
| 152153  | 910        | «The Last Day» «Последний день»  | Линда Мендоза Клэр Скэнлон | Люк Дель Тредичи и Одри Э. Гудман Дэн Гур | 16 сентября 2021 | 809 810     | 1,88                |